# Panchylissus cyaneipennis
Panchylissus cyaneipennis är en skalbaggsart som beskrevs av Waterhouse 1880. Panchylissus cyaneipennis ingår i släktet Panchylissus och familjen långhorningar.
Artens utbredningsområde är Honduras. Inga underarter finns listade i Catalogue of Life.